# Guy Siner
Guy Siner (New York, 16 oktober 1947) is een Brits-Amerikaans acteur. Hij is vooral bekend als Lieutenant Hubert Grüber in de Britse comedy-serie 'Allo 'Allo!.
In het begin van de jaren 70 debuteerde Siner op televisie. Zijn eerste bekende (gast-)rol was in een aflevering van Doctor Who in 1974. Hierna speelde hij een klein rolletje als bediende in de BBC-miniserie I Claudius uit 1976. 
De meest prominente rol in zijn carrière was die van de homoseksueel getinte luitenant Hubert Grüber in de langlopende BBC-komedie 'Allo 'Allo, die hij vanaf de eerste tot de laatste aflevering bleef vervullen. 
Guy Siner speelde ook een kleine rol in BBC-serie Secret Army, de serie waarop Allo Allo gebaseerd is. In aflevering 4 van seizoen 3 ('A Save Place') speelt hij een Duitse agent die de drie Britse piloten afluistert in hun onderduikadres.
Daarna speelde hij nog enkele kleine rollen in films en televisieseries. Zo was hij te zien in enkele gastrollen (onder andere in Seinfeld) en leende hij zijn stem voor enkele computerspellen (waaronder Civilization: Call to Power (2000)). Ook speelde hij in de eerste film van Pirates of the Caribbean een klein rolletje als havenmeester. In seizoen 4 van de Netflix-serie The Crown (2020) is hij te zien in een rolletje als Britse minister (aflevering 2). 
- MusicBrainz: 398e5ab5-dd37-4e90-9cf6-c3c5c911161a
- Trove: 1562890
- Virtual International Authority File: 3970153954872205680008